# Manapparai
Manapparai (o Manaparai) è una suddivisione dell'India, classificata come municipality, di 35.644 abitanti, situata nel distretto di Tiruchirappalli, nello stato federato del Tamil Nadu. In base al numero di abitanti la città rientra nella classe III (da 20.000 a 49.999 persone).

## Geografia fisica
La città è situata a 10° 35' 60 N e 78° 25' 0 E e ha un'altitudine di 171 m s.l.m..

## Società

### Evoluzione demografica
Al censimento del 2001 la popolazione di Manapparai assommava a 35.644 persone, delle quali 17.786 maschi e 17.858 femmine. I bambini di età inferiore o uguale ai sei anni assommavano a 3.774, dei quali 1.989 maschi e 1.785 femmine. Infine, coloro che erano in grado di saper almeno leggere e scrivere erano 26.656, dei quali 14.493 maschi e 12.163 femmine.